# 福井勇 (画家)
福井 勇（ふくい いさむ、1908年（明治41年）7月17日 - 1988年（昭和63年）9月14日）は、日本の画家。

## 来歴
京都府何鹿郡生まれ。1928年（昭和3年）京都府師範学校卒業。1930年（昭和5年）京都市工芸専修学校素描科を特修。1933年、関西美術院研究科修了。同年、第20回二科展に「初夏の水辺」で初入選。坪井一男、都鳥英喜、黒田重太郎に師事。京都市内の小中学校の教員を務める傍ら、制作を行う。全関西展、二科展、京都市美術展などに入選し、第1回・第10回京展出品の＜柿＞＜静物＞は京都市美術館に、第1回行動美術春季展出品の＜裏愛宕＞＜冬景色柿＞は司法省に買い上げられる。
戦後は、行動美術協会の結成に参加し、会員となる。1945年（昭和20年）頃より亀岡市曽我部町穴太にて制作を続ける。1947年（昭和22年）第3回日本美術展覧会委員として文部省より委嘱される。また、1950年（昭和25年）第1回大阪市主催関西総合美術展、1963年（昭和38年）第15回京展において審査員を務める。
1969年（昭和44年）関西美術院理事となる。京都精華短期大学の美術科新設に際して、伊谷賢蔵と協力し、1968年（昭和43年）同校の教授に就任した。のちに京都精華大学理事長、関西美術院理事長となる。1983年（昭和58年）、京都府文化功労賞を授与される。
1988年（昭和63年）、鬱血性心不全のため死去。
孫に、社会学者で明治学院大学社会学部教授の石原俊がいる。